# Coleomyia crumborum
Coleomyia crumborum är en tvåvingeart som beskrevs av Martin 1953. Coleomyia crumborum ingår i släktet Coleomyia och familjen rovflugor.
Artens utbredningsområde är Kalifornien. Inga underarter finns listade i Catalogue of Life.